# 16358 Plesetsk
16358 Plesetsk este un asteroid din centura principală, descoperit pe 20 decembrie 1976, de Nikolai Cernîh.